# Pygiptila stellaris
A Pygiptila stellaris a madarak osztályának verébalakúak (Passeriformes) rendjébe és a hangyászmadárfélék (Thamnophilidae) családjába tartozó Pygiptila nem egyetlen faja.

## Rendszerezése
A fajt Johann Baptist von Spix német biológus írta le 1825-ben, a Thamnophilus nembe Thamnophilus stellaris néven.

## Alfajai
- Pygiptila stellaris maculipennis (P. L. Sclater, 1855)
- Pygiptila stellaris occipitalis Zimmer, 1932
- Pygiptila stellaris purusiana Todd, 1927
- Pygiptila stellaris stellaris (Spix, 1825)[2]

## Előfordulása
Dél-Amerika északi részén, Bolívia, Brazília, Kolumbia, Ecuador, Francia Guyana, Peru, Suriname és Venezuela területén honos. Természetes élőhelye síkvidéki esőerdők.

## Megjelenése
Testhossza 13 centiméter, testtömege 23-27 gramm.

## Természetvédelmi helyzete
Az elterjedési területe rendkívül nagy, egyedszáma pedig stabil. A Természetvédelmi Világszövetség Vörös listáján nem fenyegetett fajként szerepel.